# 絹の道資料館
八王子市絹の道資料館（はちおうじしきぬのみちしりょうかん）は、東京都八王子市鑓水（やりみず）にある博物館である。
江戸時代末期（幕末）の開港後、鑓水を通って八王子から横浜港（現在の神奈川県横浜市）へ輸出用生糸を運んだ絹の道と、それを担った鑓水商人、養蚕・製糸業などについて展示している。

## 概要
八王子市から横浜までを結ぶ街道は別名浜街道とも呼ばれ、鉄道が発達する明治時代中頃まで生糸輸送に使われた。1889年（明治22年）に甲武鉄道（現在のJR中央本線）が開通して八王子から鉄道を介した横浜港へ続く新たな“絹の道”が作られたことで次第にその意義を失い始め、1908年（明治41年）に街道と並行して横浜鉄道（現在のJR横浜線）が開通するとこのルートは本格的に衰退した。
1985年（昭和60年）、八王子市は市指定史跡「絹の道」の保全と環境整備を目的とする基本構想を策定した。この基本構想により、鑓水の生糸商で、屋敷の立派な石垣から“石垣大尽”と呼ばれた八木下要右衛門の家屋敷跡に、絹の道の中心施設となる休憩所つきの資料館が整備されることになった。1987年（昭和62年）から発掘調査による遺構の確認や、崩れていた総延長約53メートルに及ぶ石垣の修復が行われた後、1990年（平成2年）3月に木造の門や入母屋屋根を持つ絹の道資料館が完成、開館した。建物は養蚕農家をモデルとしており、平屋だが天井が約10メートルと高い。

## 施設紹介
展示室には絹の道、生糸や養蚕、そして絹の道とキリスト教布教の関連性に言及したパネルや資料などが展示されている。また、開館に際して発掘した八木下要右衛門家屋敷跡から出土した遺物と同時代の資料や、八木下要右衛門と同時代に活躍した鑓水商人である大塚徳左衛門や大塚忢郎吉といった人々に関する展示もなされている。エントランスには、絹の道など付近を散策する市民のために広い休憩所が設けられており、お弁当を食べることもできる。
屋外には発掘調査をした八木下要右衛門家屋敷跡の遺構が石垣とともに部分的に残され、片隅にあるいわゆる西洋館跡地には東屋が設けられている。
- 資料館1階：展示室、休憩所
- 開館時間：9時-17時（3月-10月）、9時-16時30分（11月-2月）
- 休館日：毎週月曜日（月曜日が祝日の場合、翌日）、年末年始（12月29日-1月3日）
- 入館料：無料
- 駐車場：7台

## 交通
バス
- JR横浜線橋本駅北口〜京王相模原線南大沢駅間のバス、「絹の道入口」バス停下車徒歩5〜10分程。
- JR八王子駅南口〜JR橋本駅北口間のバス、「自然公園前」バス停下車徒歩15分程。
- JR橋本駅北口より多摩美術大学（八王子キャンパス）行きのバスに乗車、「多摩美大東」バス停下車徒歩15分程。
- JR八王子駅南口より多摩美術大学（八王子キャンパス）行きのバスに乗車、「多摩美大前」バス停下車徒歩15分程。

その他、車等
- 国道16号御殿峠交差点より東へ1.5km。

## 周辺

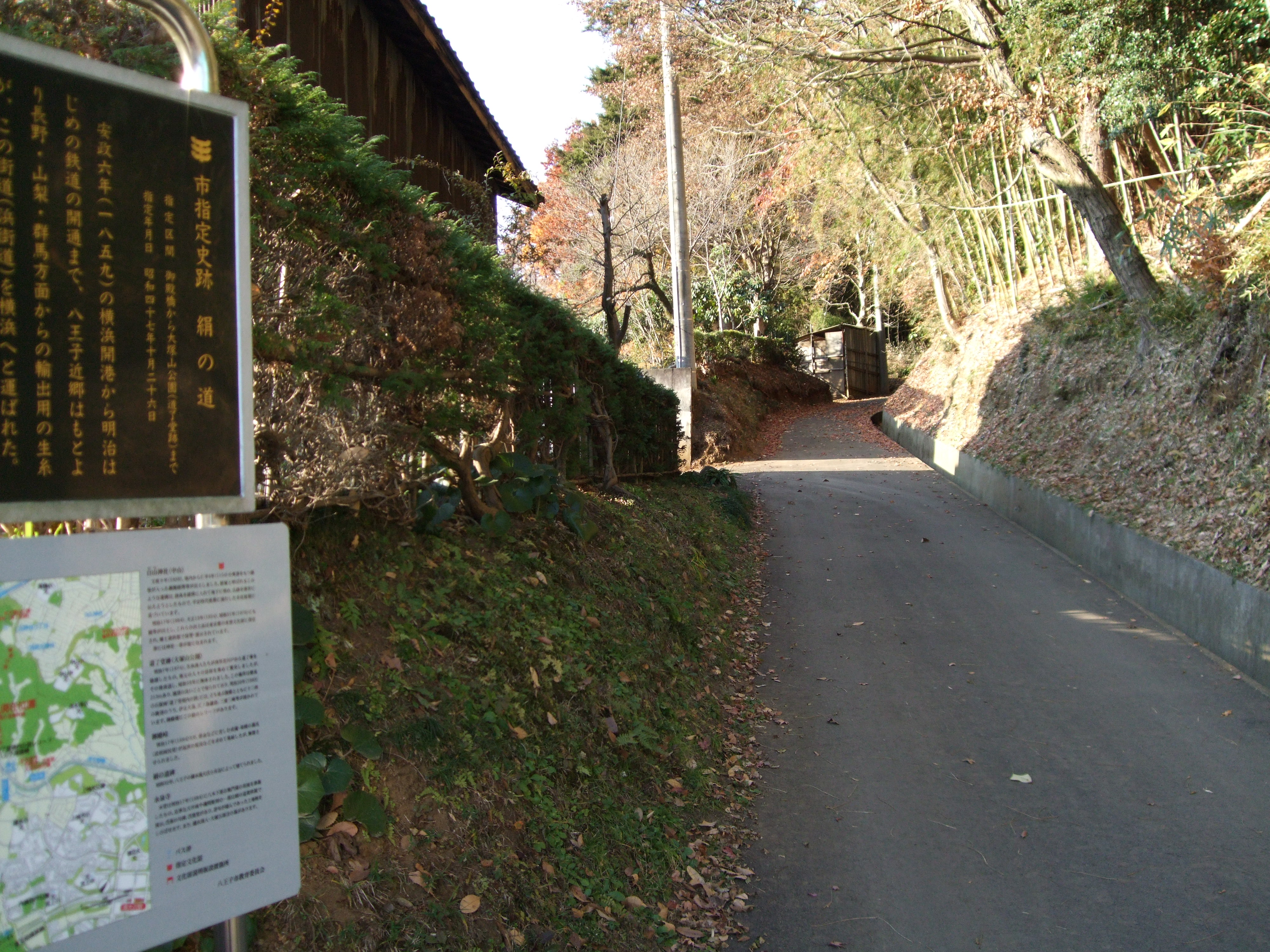
「絹の道」入口（八王子市鑓水）

- 八王子市は資料館付近の「御殿橋」から「絹の道碑」前までの絹の道（約1.5km）を市史跡に指定している。このうち約1kmの未舗装の部分は文化庁選定の「歴史の道百選」に選ばれている。
- 大塚山公園 - 永泉寺の別院である道了堂があった。絹の道資料館とともに整備された公園。